# Пашкова Людмила Іванівна
Пашкова Людмила Іванівна (1917, Друга Старовірівка — 1982, ?)

## Біографія
Народилася Людмила Пашкова 1917 року в селі Друга Старовірівка, там же навчалася. З дитинства відрізнялась любов'ю до фізичної культури, особливо до лижного спорту. Жодне змагання не проходило без її участі, й у кожному[джерело?] з них вона здобувала перемогу. Їй пророкували блискуче майбутнє, бо, ще навчаючись у школі в юному віці Людмила стала чемпіонкою України і майстринею з лижного спорту.
Член КПРС з 1940 року.
1940—1960 роки служила на різних посадах у Червоній армії.
1955 року закінчила університет марксизму-ленінізму[який?].
Улюблений спорт[який?] для Людмили Іванівни Пашкової став воєнною професією[прояснити].
1941 року Людмила Пашкова перша й єдина тоді в Україні майстриня спорту з лижних перегонів, викладач ДІФКУ відмовилась евакуюватися з інститутом до Фрунзе. «Моє місце на фронті» — заявила Людмила. Записалася в партизанський загін. Партизани-лижники, з-поміж інших бойових завдань, робили нальоти на комунікації ворога. І першою завжди[джерело?] була Людмила Пашкова, пробивала лижню. 1942 року вона була поранена. Пізніше її було відряджено інструктором із підготовки армійських лижних батальйонів на Воронезький, Центральний та Степовий фронти. На 2-му Українському фронті Людмила була начальницею штабу загону «Біла смерть» (загін лижників-винищувачів). Людмила Іванівна вивела 12 бійців з облоги.
Після війни майор Людмила Іванівна Пашкова повернулася до Харкова. Працювала у Харківському технікуму фізичної культури, пізніше стала викладати фізичну культуру студентам у державному педагогічному інституті імені Г. С. Сковороди.

## Нагороди
- два ордени Червоної Зірки (06.12.1942), (30.12.1956)[2]
- медаль «За оборону Сталінграда» (22.12.1942)[2]
- медаль «За перемогу над Німеччиною у Великій Вітчизняній війні 1941—1945 рр.» (09.05.1945)[2]
- медаль «За бойові заслуги» (15.11.1950)[2]